# Ronde van Vlaanderen 2018
102. edycja wyścigu kolarskiego Ronde van Vlaanderen odbył się w dniu 1 kwietnia 2018 roku i liczył 264,7 km. Start wyścigu miał miejsce w Antwerpii, a meta w Oudenaarde. Wyścig figurował w rankingu światowym UCI World Tour 2018.

## Uczestnicy
Na starcie tego klasycznego wyścigu stanęło 25 zawodowych ekip, osiemnaście drużyn jeżdżących w UCI World Tour 2018 i siedem profesjonalnych zespołów zaproszonych przez organizatorów z tzw. „dziką kartą”.
| Numery  | Kod | Drużyna                   |
| ------- | --- | ------------------------- |
| 1-7     | QST | Quick-Step Floors         |
| 11-17   | BOH | Bora-Hansgrohe            |
| 21-27   | ALM | Ag2r-La Mondiale          |
| 31-37   | BMC | BMC Racing Team           |
| 41-47   | LTS | Lotto Soudal              |
| 51-57   | EFD | EF Education First–Drapac |
| 61-67   | SUN | Team Sunweb               |
| 71-77   | AST | Astana Pro Team           |
| 81-87   | TBM | Bahrain-Merida            |
| 91-97   | GFC | Groupama-FDJ              |
| 101-107 | MTS | Mitchelton-Scott          |
| 111-117 | MOV | Movistar Team             |
| 121-127 | DDD | Dimension Data            |

| Numery  | Kod | Drużyna                      |
| ------- | --- | ---------------------------- |
| 131-137 | KAT | Team Katusha-Alpecin         |
| 141-147 | TLJ | Team LottoNL-Jumbo           |
| 151-157 | SKY | Team Sky                     |
| 161-167 | TFS | Trek-Segafredo               |
| 171-177 | UAE | UAE Team Emirates            |
| 181-187 | SVB | Sport Vlaanderen–Baloise     |
| 191-197 | VWC | Verandas Willems-Crelan      |
| 201-207 | WGG | Wanty-Groupe Gobert          |
| 211-217 | WVA | WB Aqua Protect Veranclassic |
| 221-227 | RNL | Roompot-Nederlandse Loterij  |
| 231-237 | VCC | Vital Concept Cycling Team   |
| 241-247 | COF | Cofidis                      |

## Klasyfikacja generalna
| M-ce | Imię i nazwisko    | Kraj     | Drużyna                 | Czas       |
| ---- | ------------------ | -------- | ----------------------- | ---------- |
| 1.   | Niki Terpstra      | Holandia | Quick-Step Floors       | 6h 21' 25" |
| 2.   | Mads Pedersen      | Dania    | Trek-Segafredo          | + 12"      |
| 3.   | Philippe Gilbert   | Belgia   | Quick-Step Floors       | + 17"      |
| 4.   | Michael Valgren    | Dania    | Astana Pro Team         | + 20"      |
| 5.   | Greg Van Avermaet  | Belgia   | BMC Racing Team         | + 25"      |
| 6.   | Peter Sagan        | Słowacja | Bora-Hansgrohe          | + 25"      |
| 7.   | Jasper Stuyven     | Belgia   | Trek-Segafredo          | + 25"      |
| 8.   | Tiesj Benoot       | Belgia   | Lotto Soudal            | + 25"      |
| 9.   | Wout van Aert      | Belgia   | Verandas Willems-Crelan | + 25"      |
| 10.  | Zdeněk Štybar      | Czechy   | Quick-Step Floors       | + 25"      |
|      |                    |          |                         |            |
| 28.  | Michał Kwiatkowski | Polska   | Team Sky                | + 3' 16"   |
| 73.  | Michał Gołaś       | Polska   | Team Sky                | + 9' 14"   |
| DNF  | Maciej Bodnar      | Polska   | Bora-Hansgrohe          | –          |